# Биогеография
Биогеографията изучава разпространението на видовете и екосистемите в географското време-пространство (например Земята) и процесите, които го съпътстват или са го обусловили.
Биогеографията е общо поле на научно наблюдение и изследване, което обхваща информационни концепции от екология, еволюционна биология, таксономия, геология и климатология.
Разнообразието на видовото разпределение по Земята могат да бъдат обяснени като резултат от взаимодействие на редица фактори в историята на Земята като заледявания, движение на континентите, вулканична дейност, отичане на реките, които в комбинация са оказвали влияние върху промяната на условията за съществуване, създавайки предпоставки за еволюция на видовете и формирането на видово разнообразие в зависимост от географското им разпределение.
Основите на биогеографията като наука са поставени от английския учен Алфред Уолъс.

## Биогеографски райони в Европа
Биогеографското райониране на Европейската агенция за околна среда разделя Европа на 10 района. В България попадат три от тях – континентален, алпийски и черноморски биогеографски райони, а в южната част на страната има и средиземноморско влияние.